# Gymnospermae
Le Gimnosperme (o Ginnosperme) sono un gruppo di piante vascolari  che producono semi non protetti da un ovario.
Sono in genere piante legnose con foglie aghiformi o squamiformi e comprendono più di 1000 specie. È ampiamente accettato che le gimnosperme abbiano avuto origine nel tardo periodo Carbonifero, sostituendo le foreste pluviali a licofite della regione tropicale.  Questo sembra essere stato il risultato di un evento di duplicazione dell'intero genoma circa 319 milioni di anni fa. 
La maggior parte delle Gimnosperme attuali sono conifere (Pinophyta), come gli abeti (Abies e Picea), il larice (Larix), la sequoia gigante (Sequoiadendron), i pini (Pinus), Ginepro (Juniperus), Cipressi (Chamaecyparis e Cupressus). Le Gimnosperme hanno importanti usi economici. Pino, abete, abete rosso e cedro sono tutti esempi di conifere utilizzate per il legname, produzione di carta e la resina. Alcuni altri usi comuni delle gimnosperme sono la produzione di sapone, vernice, smalto per unghie, cibo, gomma e profumi.

## Descrizione

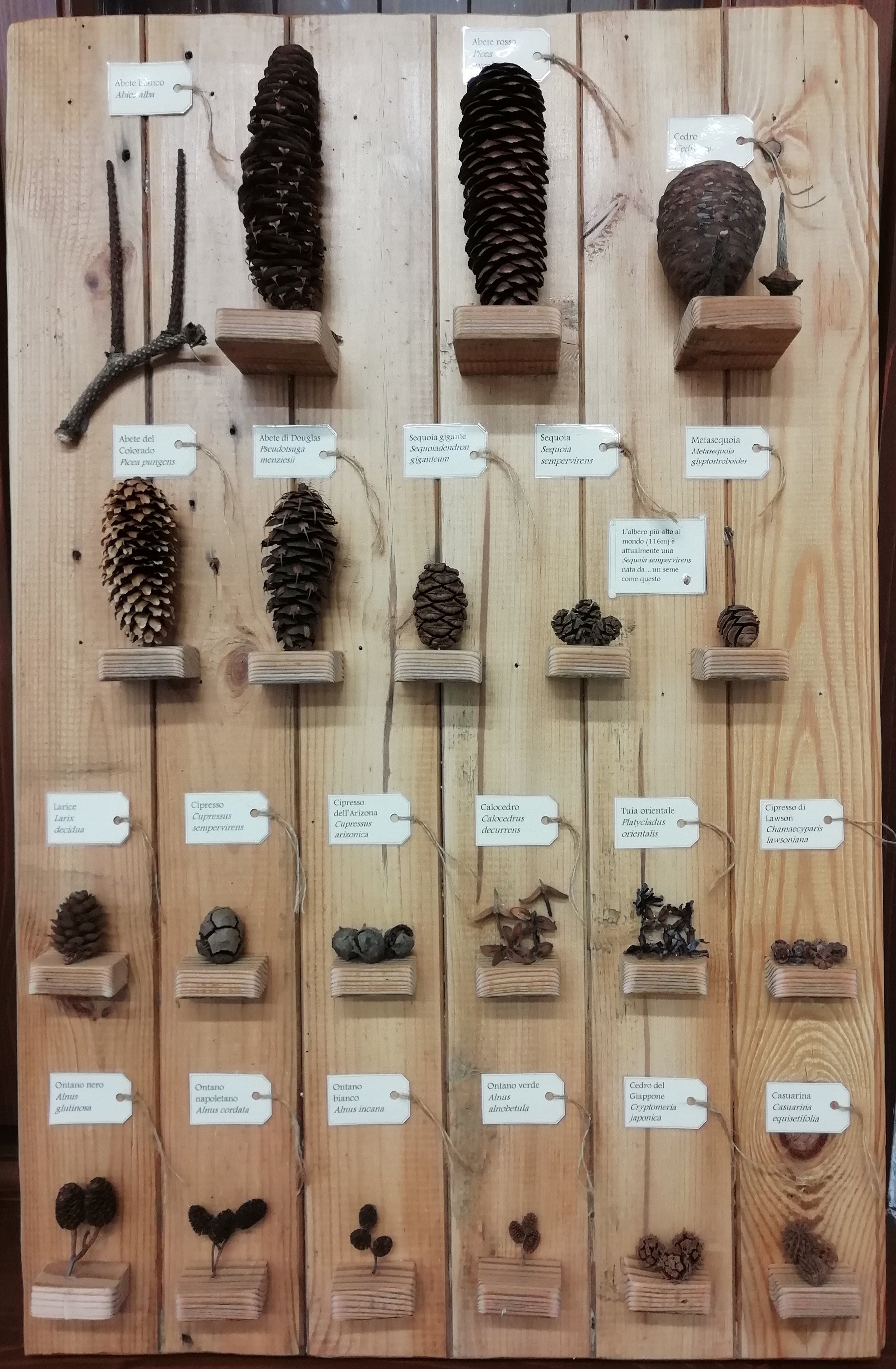
Diversi stròbili a confronto esposti nel centro visite del Giardino botanico Esperia, (Sestola)

A differenza delle Angiosperme, i semi delle Gimnosperme non si formano all'interno di un ovario, che diventa il frutto, ma sono nudi e disposti sulle scaglie di uno strobilo (o pigna), o di una struttura simile (come ad esempio i pinoli del pino domestico). Le gimnosperme sono eterosporee: producono microspore (maschili) che si sviluppano nella sacca pollinica (microsporangio) e macrospore (femminili) che rimangono comprese nell'ovulo (macrosporangio). A seguito della fecondazione si sviluppa un embrione che, insieme alle cellule dell'ovulo, si trasformerà nel seme (sporofito).
In alcuni casi (ad esempio, nel genere Ginkgo o nel tasso) il cono si richiude completamente intorno al seme, generando un involucro carnoso dall'apparenza di un frutto, ma anche in questi casi il seme è all'origine nudo e solo successivamente alla fecondazione dell'ovulo finisce per trovarsi in un involucro chiuso detto arillo. Non è corretto utilizzare il termine frutto per indicare queste strutture in quanto l'ontogenesi è completamente differente. Le Gimnosperme e le Angiosperme sono i soli gruppi di piante che producono semi e non semplicemente spore; per questo motivo sono raggruppate nelle Spermatofite (piante con semi).
Nelle Gimnosperme si sono evoluti molti tratti che ne hanno decretato un buon successo evolutivo rispetto alle piante senza semi:
- una progressiva riduzione dei gametofiti, in particolare di quello maschile che, opportunamente protetto, può essere trasferito da un vettore (in genere abiotico) sui tessuti che contengono il gamete femminile decretando una importante indipendenza dall’acqua. Si è formato quello che chiamiamo polline una struttura in grado di muoversi senza movimento di flagelli o ciglia.
- sviluppo di tessuti di riserva e di tessuti di protezione intorno agli archegoni. In questo modo l’unità che ne deriva, il seme, contenente l’embrione, può essere dispersa nell’ambiente circostante in modo efficiente e sicuro.

Gimnosperme significa “piante con seme nudo”, perché queste piante non hanno veri fiori e i semi si sviluppano all’interno di una struttura riproduttiva detta pigna o cono, simile ad un fiore primitivo. Gli alberi che fanno parte delle gimnosperme sono comunemente indicati come aghifoglie o conifere o resinose per la presenza di canali resiniferi nel legno.
Quasi tutte le conifere sono alberi o arbusti di dimensione medie o grandi e rappresentano le specie dominanti a nord del nostro emisfero e ad altitudini elevate. Le conifere sono alberi sempreverdi e pur avendo un continuo ricambio di foglie, non restano mai spoglie. Alcuni esempi di conifere sono l’abete, il ginepro, il cedro e il cipresso. Esistono numerose specie di conifere e molte di esse sono importanti fonti di legname, carta e resina che viene sfruttata sia nell’industria farmaceutica sia in quella chimica.

## Tassonomia
Fu senza dubbio Teofrasto (374 a.C. circa - 286 a.C. circa) il primo a distinguere le angiosperme dalle gimnosperme. 
Nella sistematica, le Gimnosperme sono state tradizionalmente considerate un gruppo tassonomico, al pari delle Angiosperme. Tuttavia, dagli anni ottanta del XX secolo in poi, lo studio dell'evoluzione delle piante fossili ha evidenziato che il gruppo delle Gimnosperme è parafiletico. La moderna sistematica, basata sulla cladistica, vuole che i gruppi tassonomici siano monofiletici, cioè derivanti da un antenato comune e comprendenti tutti i discendenti di questo antenato comune. Per questi motivi, le quattro sottodivisioni delle Gimnosperme sono state portate sullo stesso piano delle Angiosperme: oggi generalmente Pinofite, Ginkgofite, Cicadofite e Gnetofite sono considerate divisioni alla pari delle Magnoliofite, sinonimo di Angiosperme. Di conseguenza, oggi il termine "Gimnosperme" non ha più un valore tassonomico; tuttavia viene utilizzato per indicare collettivamente tutte le Spermatofite non comprese nelle Angiosperme, e cioè i seguenti gruppi tassonomici:
- Divisione Pinophyta: le conifere
- Divisione Ginkgophyta, con l'unico genere Ginkgo
- Divisione Cycadophyta, comprendente le famiglie Cycadaceae, Zamiaceae
- Divisione Gnetophyta, con i generi Gnetum, Ephedra, Welwitschia